# Groupe des asians
Pour la race de chat, voir asian.
Le groupe des asians ou asiatiques désigne un ensemble de races de chat de morphologie commune et d'origine anglaise : le burmese anglais, le burmilla, l'asian et le tiffany et leur groupe frère, d'origine américaine : le burmese américain et le bombay. La race burmese créée aux États-Unis s'est exportée en Angleterre durant les années 1950. Un programme d'élevage spécifique a scindée la race burmese en deux : le burmese américain et le burmese anglais, premier membre du groupe des asians. À la suite d'un croisement accidentel entre une burmese et un persan, la race burmilla est créée dans les années 1980. Le programme d'élevage du burmilla a à son tour provoqué l'émergence de deux autres variétés, considérées comme des races selon certaines fédérations : l'asian et le tiffany.
Partageant la même morphologie médioligne semi-foreign, les différentes races du groupe des asians se distinguent par leur robe : le burmese anglais demande le patron sépia et accepte uniquement les robes solides dans toutes les couleurs. Le burmilla doit avoir une robe tipped. L'asian accepte toutes les robes refusées par le burmese et le burmilla, tandis que le tiffany accueille tous les sujets à poil long.

## Historique

### L'apparition du burmese

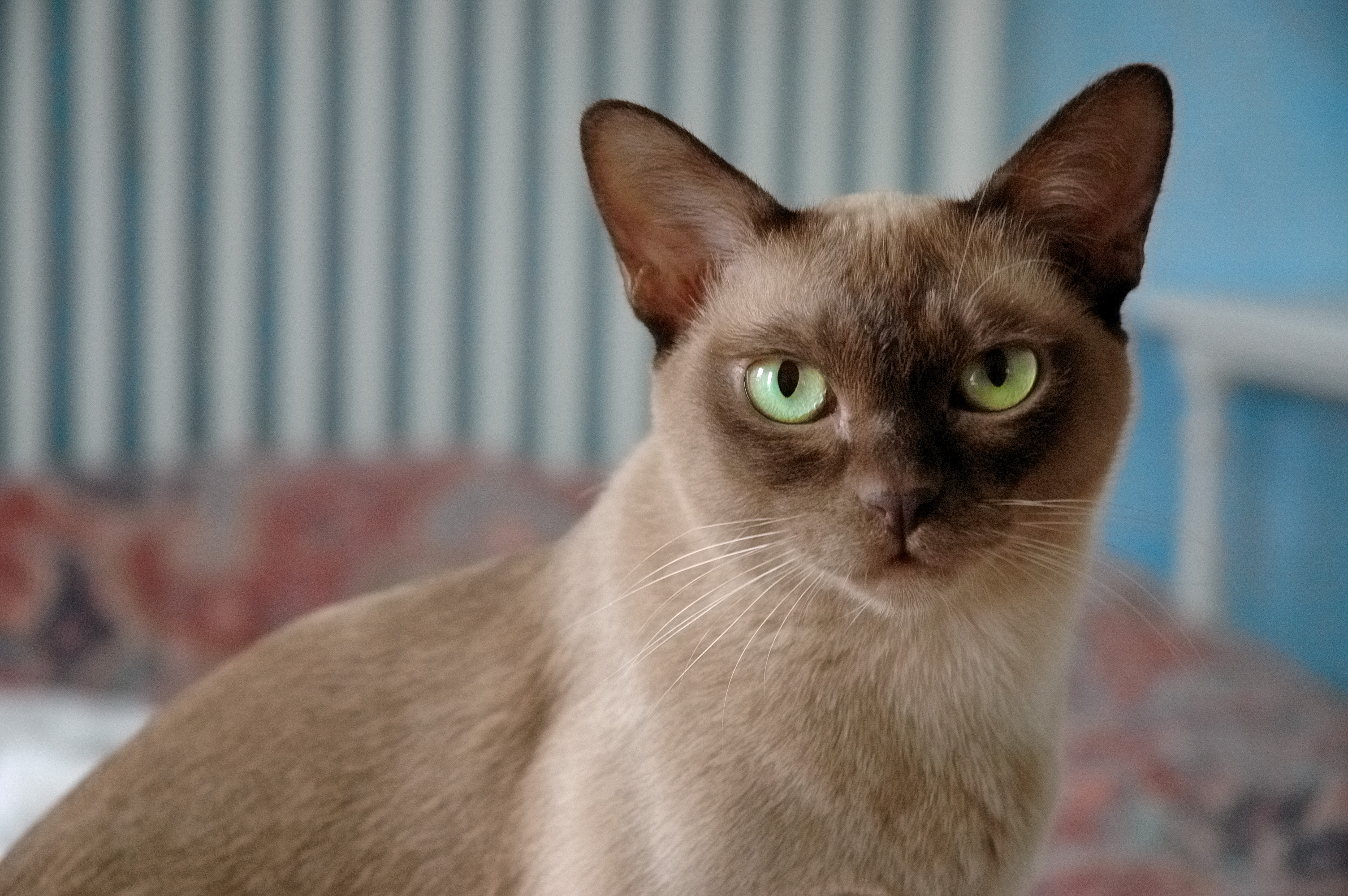
Un burmese anglais.

Dans les années 1930, le Dr Joseph Thomson acquiert Wong-Mau, une chatte originaire de Birmanie, dont la robe couleur noisette montre de légères variations dans l'intensité de la couleur, plus forte aux extrémités (pattes, queue, tête) sans toutefois porter le patron à pointes,. Wong-Mau est à l'origine de la race burmese, reconnue par la Cat Fancier Association (CFA) dès 1936. Les premiers burmeses sont importés au Royaume-Uni au début des années 1950 et reconnus par le Governing Council of the Cat Fancy (GCCF) en 1952. 
Les éleveurs britanniques développent leur propre type de burmese, plus oriental que le burmese américain et acceptant un plus grand nombre de couleurs de robe. Les différences entre le burmese type américain et le burmese type anglais deviennent trop importantes et deux races sont à présent reconnues : le burmese anglais et le burmese américain.

### Le bombay, une«panthère miniature»
La race bombay est créée dans les années 1960 dans le but d'obtenir une panthère noire miniature par l'éleveuse américaine Nikki Horner. Issu de croisements entre american shorthair noirs et burmeses sable,, le bombay est reconnu par les deux registres d'élevage américains les plus renommés, la CFA et la TICA, respectivement en 1976 et 1979. 
Le nom de « bombay » est choisi en référence à la ville de Bombay et à la panthère noire que l'éleveuse pense y trouver. Aux États-Unis et en Europe, en 2015, le bombay se situe dans la seconde moitié de la liste des races les plus populaires,.

### La création accidentelle du burmilla

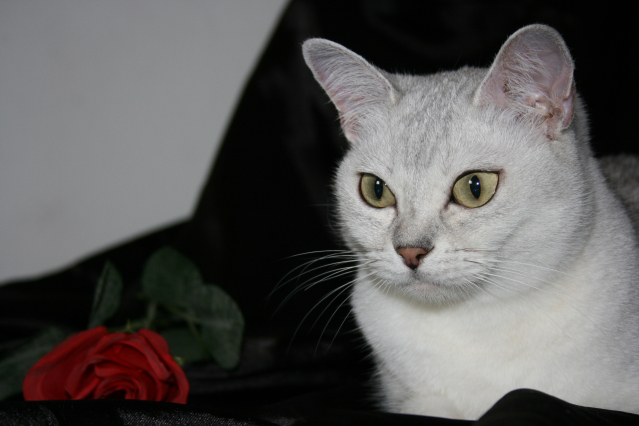
Un burmilla black silver shaded.

La race burmilla nait d'un croisement accidentel entre un persan chinchilla et une burmese en 1981,. La baronne Miranda von Kirchberg, propriétaire des deux parents, est attendrie par les quatre chatons, qui ont la morphologie de leur mère et la robe de leur père. Ces quatre femelles sont si belles que la baronne refuse de les castrer comme il est d'usage en de tels accidents, et les utilise comme base pour la création d'une nouvelle race,. 
Miranda von Kirchberg et son amie éleveuse Thérèse Clarke décident de créer une nouvelle race ressemblant au burmese anglais et rédigent un standard sur la base de celui du burmese. Le nom choisi pour cette race est « burmilla », contraction des termes « burmese » et « chinchilla ».

### L'apparition des autres variétés

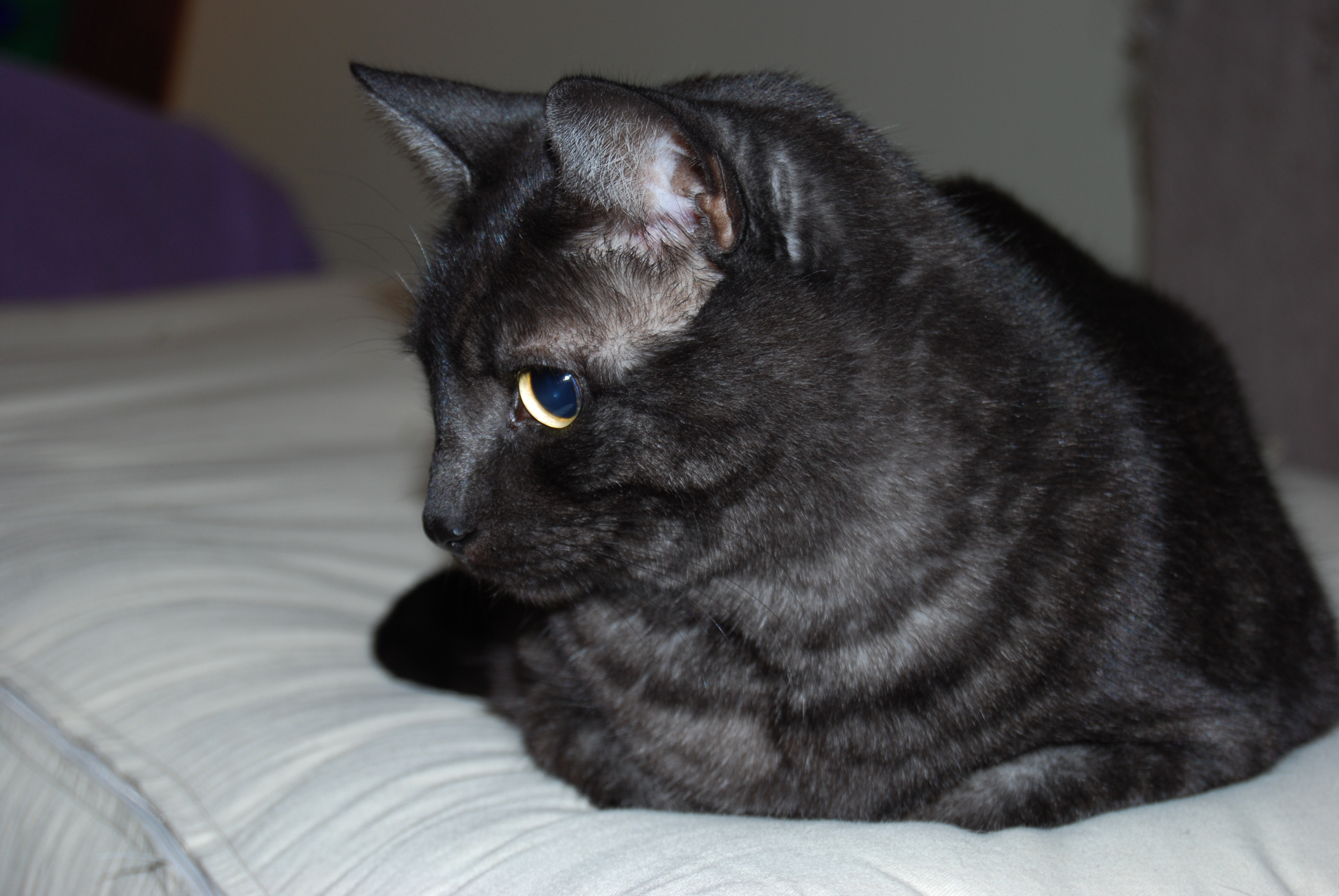
Un asian black smoke.

Durant le programme d'élevage du burmilla, la baronne choisit de développer d’autres robes que le chinchilla : ces chats sont reconnus sous le nom d’asians. L’apport du persan a amené le gène récessif produisant le poil mi-long, et une troisième race de chat, appelée d'abord asian longhair puis tiffany est créée. 

## Les quatre races d'asian

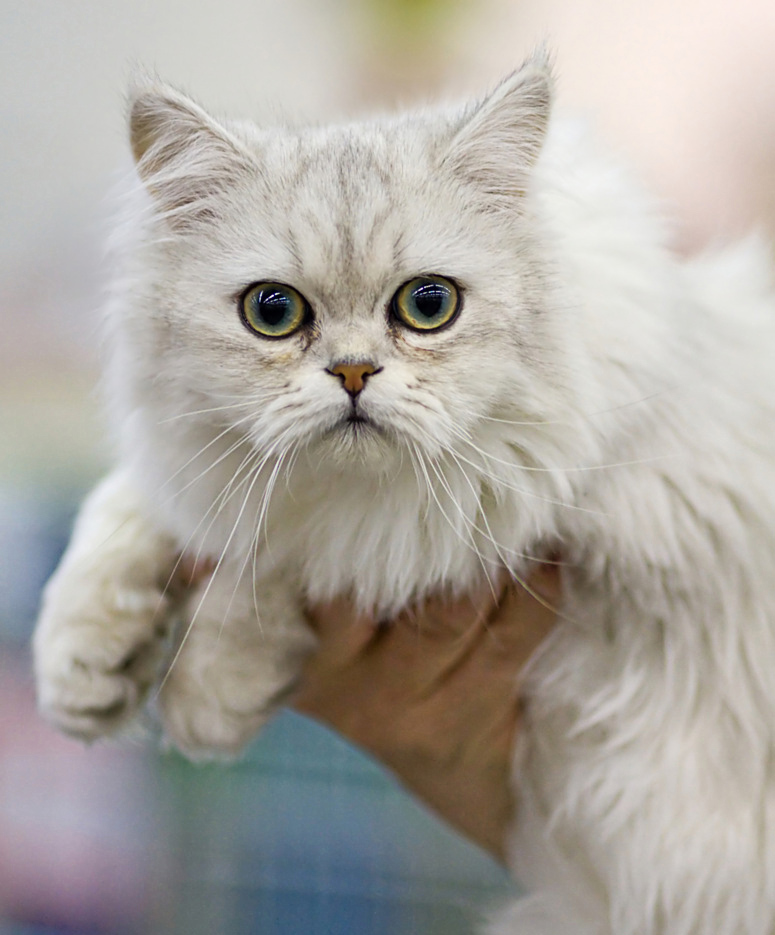
Le tiffany est un asian à poil mi-long.

La distinction entre les quatre asians est réalisée uniquement sur la robe. Les quatre races britanniques ont des standards morphologiques identiques pour le Livre officiel des origines félines (LOOF) et les deux races américaines partagent également un standard.
- Burmese anglais : le seul patron autorisé est le sépia solide, dans toutes les couleurs.
- Burmilla : robe tipped uniquement. Patron sépia et patron traditionnel acceptés.
- Asian : toutes les robes à poil court non acceptées dans le standard du burmese et du burmilla.
- Tiffany : toutes les robes à poil long.